# Teorema de Seifert-van Kampen
En topología, el teorema de Seifert-van Kampen (a veces llamado teorema de van Kampen), es un importante resultado de topología algebraica que permite expresar el grupo fundamental de un espacio topológico {\displaystyle X} a partir de los grupos fundamentales de dos abiertos que recubren {\displaystyle X}. La fuerza de este teorema reside en que permite obtener el grupo fundamental de un espacio a partir de espacios más sencillos.
El teorema de Seifert-van Kampen tiene, sin embargo, limitaciones: por sí mismo no permite calcular el grupo fundamental de la circunferencia {\displaystyle \mathbb {S} ^{1}}, que es un resultado básico de la topología algebraica.

## Enunciado
Existen distintas fomulaciones equivalentes del teorema de Seifert-van Kampen, por lo que se muestran aquí dos, la primera inspirada en la formulación del teorema en el libro Algebraic Topology de Allen Hatcher, y la segunda inspirada en la formulación del teorema en la enciclopedia nLab. La primera será en general más útil pues permite escribir el grupo fundamental del espacio como un cociente de grupos.

### Teorema de Seifert-van Kampen mediantegrupo cociente
Sea {\displaystyle X} un espacio topológico y sean {\displaystyle A} y {\displaystyle B} dos abiertos arcoconexos de {\displaystyle X} tales que {\displaystyle A\cup B=X} y {\displaystyle A\cap B} es también arcoconexa. Sean {\displaystyle i_{A}:A\cap B\hookrightarrow A} y {\displaystyle i_{B}:A\cap B\hookrightarrow B} las inclusiones canónicas de la intersección en los abiertos, y sea el punto base {\displaystyle x_{0}\in A\cap B}. Se tiene entonces que
{\displaystyle \pi _{1}(X,x_{0})\cong ^{\pi _{1}(A,x_{0})*\pi _{1}(B,x_{0})}/_{\langle \pi _{1}(i_{A})(\omega )\pi _{1}(i_{B})(\omega )^{-1}\ |\ \omega \in \pi _{1}(A\cap B,x_{0})\rangle }}
En esta formulación del teorema se usa la notación {\displaystyle \pi _{1}(f)} para hacer referencia al morfismo de grupos indicido por {\displaystyle f}. Además, por ser {\displaystyle A}, {\displaystyle B} y {\displaystyle A\cap B} arcoconexos, podríamos omitir la notación de punto base, pues los grupos fundamentales no dependerán de él.

### Teorema de Seifert-van Kampen medianteteoría de categorías
Sea {\displaystyle X} un espacio topológico recubierto por dos abiertos {\displaystyle A} y {\displaystyle B} tales que {\displaystyle A\cap B} es arcoconexa. Entonces, para todo punto base {\displaystyle x_{0}\in A\cap B}, el diagrama
{\displaystyle {\begin{array}{ccc}\pi _{1}(A\cap B,x_{0})&\longrightarrow &\pi _{1}(A,x_{0})\\\downarrow &&\downarrow \\\pi _{1}(B,x_{0})&\longrightarrow &\pi _{1}(X,x_{0})\end{array}}}
es un pushout cuadrado en la categoría {\displaystyle \mathbf {Grp} }.

## Generalizaciones
Existe una generalización, descrita por Allen Hatcher que usa una familia de abiertos, en vez de sólo dos. Debido a que los abiertos considerados en todo momento son arcoconexos por hipótesis, se omitirá el punto base de la notación de los grupos fundamentales.
Sea {\displaystyle X} un espacio topológico y {\displaystyle x_{0}} un punto de {\displaystyle X}. Sea {\displaystyle \{A_{n}\}_{n\in I}} un recubrimiento por abiertos de {\displaystyle X} (esto es que {\displaystyle X=\bigcup _{n\in I}A_{n}} con cada {\displaystyle A_{n}} abierto de {\displaystyle X}), tal que:
1. {\displaystyle A_{n}} es arcoconexo para todo {\displaystyle n\in I},
2. {\displaystyle A_{n}\cap A_{m}} es arcoconexo para todo {\displaystyle n,m\in I},
3. {\displaystyle x_{0}\in A_{n}} para todo {\displaystyle n\in I};

entonces el morfismo de grupos{\displaystyle \Phi :{\underset {n\in I}{*}}\pi _{1}(A_{n})\to \pi _{1}(X)} inducido por las inclusiones {\displaystyle A_{n}\hookrightarrow X}, es sobreyectivo.
Más aún, si además {\displaystyle A_{n}\cap A_{m}\cap A_{l}} es arcoconexa para todo {\displaystyle n,m,l\in I}, resulta que {\displaystyle \ker(\Phi )} es el subgrupo normal generado por todos los elementos de la forma {\displaystyle \pi _{1}(i_{n})(\omega )\pi _{1}(i_{m})(\omega )^{-1}}, con {\displaystyle \omega \in \pi _{1}(A_{n}\cap A_{m})}. Se tiene por tanto que {\displaystyle \Phi } induce un isomorfismo entre {\displaystyle ^{{\underset {n\in I}{*}}\pi _{1}(A_{n})}/_{\ker(\Phi )}} y {\displaystyle \pi _{1}(X)}.

## Ejemplos

### La suma puntual de espacios
Sean {\displaystyle X} e {\displaystyle Y} dos espacios topológicos, y sean {\displaystyle x_{0}\in X} e {\displaystyle y_{0}\in Y} puntos. Consideremos además su espacio suma putual {\displaystyle (X\vee Y,p)}, donde {\displaystyle \{p\}} es el resultado de la identificación de {\displaystyle x_{0}} e {\displaystyle y_{0}}. Si {\displaystyle X} e {\displaystyle Y} son arcoconexos, y {\displaystyle x_{0}} admite un entorno abierto contráctil {\displaystyle U\subseteq X}, e {\displaystyle y_{0}} admite un entorno abierto contráctil {\displaystyle V\subseteq Y}, podemos aplicar entonces el teorema de Seifert-van Kampen usando los abiertos {\displaystyle X\vee V} e {\displaystyle Y\vee U}, que nos dice que, como la intersección es contráctil, {\displaystyle \pi _{1}(X\vee Y,p)\cong \pi _{1}(X,x_{0})*\pi _{1}(Y,y_{0})}.

### La esferaSn{\displaystyle \mathbb {S} ^{n}}(conn≥2{\displaystyle n\geq 2})
Los casos en los que n es 0 o 1 están excuidos, ya que la {\displaystyle \mathbb {S} ^{0}} no es conexa y por tanto el teorema no aplica; y la {\displaystyle \mathbb {S} ^{1}} es un caso particular en el que el teorema de Seifert-van Kampen no puede usarse para hallar su grupo fundamental.
En el resto de casos sí puede usarse. Para {\displaystyle n\geq 2}, sean {\displaystyle \{N\}} y {\displaystyle \{S\}} los polos norte y sur de la esfera {\displaystyle \mathbb {S} ^{n}}. Sean {\displaystyle U=\mathbb {S} ^{n}-\{N\}} y {\displaystyle V=\mathbb {S} ^{n}-\{P\}} abiertos arcoconexos de {\displaystyle \mathbb {S} ^{n}}. Como {\displaystyle n\geq 2}, la intersección {\displaystyle U\cap V} es arcoconexa, por lo que podemos aplicar el teorema de Seifert-van Kampen. Como {\displaystyle U\cong V\cong D^{n}\simeq *}, se tiene que {\displaystyle \pi _{1}(U)\cong \pi _{1}(V)\cong \{e\}}, por lo que {\displaystyle \pi _{1}(\mathbb {S} ^{n})\cong \{e\}*\{e\}\cong \{e\}} para {\displaystyle n\geq 2}, donde {\displaystyle \{e\}} denota al grupo trivial.
Este resultado nos dice que todas las n-esferas son simplemente conexas excepto la {\displaystyle \mathbb {S} ^{0}} y la {\displaystyle \mathbb {S} ^{1}}. Según sus componentes arcoconexas, el grupo fundamental de la {\displaystyle \mathbb {S} ^{0}} es, trivialmente, {\displaystyle \pi _{1}(\mathbb {S} ^{0},\{(-1,0)\})\cong \pi _{1}(\mathbb {S} ^{0},\{(1,0)\})\cong \{e\}}, que no hace a la {\displaystyle \mathbb {S} ^{0}} simplemente conexa, por no ser arcoconexa. El grupo fundamental de {\displaystyle \mathbb {S} ^{1}} es {\displaystyle \mathbb {Z} }; resultado más complicado de probar.